# Une histoire de l’Algérie
Une histoire de l’Algérie (A History of Algeria)  est un livre de James McDougall publié à l'origine par Cambridge University Press en 2017. L’ouvrage propose une vue d’ensemble de l’histoire de l’Algérie, du XVIe siècle jusqu’à 2016.

## Structure
L’ouvrage contient les éléments liminaires habituels, notamment des cartes, suivis d’une introduction de l’auteur et de sept chapitres principaux :
1. Écologies, sociétés, cultures et État, 1516–1830
2. Conquête, résistance et accommodement, 1830–1911
3. Les moyens de la domination, 1830–1944
4. La politique de la loyauté et de la dissidence, 1912–1942
5. Révolution et guerre civile, 1942–1962
6. La révolution inachevée, 1962–1992
7. Un pays fragile et résilient, 1992–2012

L’ouvrage se termine par une postface et une bibliographie.

## Résumé
Dans Une histoire de l’Algérie, l’historien James McDougall propose une synthèse riche, nuancée et critique de l’histoire de l’Algérie, depuis l’époque de la Régence d'Alger jusqu’à l’après-guerre civile des années 2000. L’ouvrage se distingue par une approche non téléologique : McDougall ne raconte pas l’histoire algérienne comme une marche inévitable vers l’indépendance ou vers un État-nation, mais comme une série de transformations politiques, sociales, culturelles et économiques complexes.
Les principaux axes du livre :
1. Avant la colonisation française (jusqu’en 1830) : McDougall revient sur la période de la Régence d’Alger, souvent négligée ou dénigrée dans les récits coloniaux et postcoloniaux. Il montre que l’Algérie était déjà structurée politiquement et économiquement, avec des sociétés diverses, des réseaux commerciaux et une culture politique propre.
2. La colonisation française (1830–1962) : Il analyse l’occupation coloniale comme un projet brutal de dépossession foncière, d’exploitation économique et de marginalisation culturelle, tout en soulignant la manière dont les Algériens ont résisté, négocié et survécu à la domination française. Il met aussi en lumière les contradictions internes de la société coloniale.
3. La guerre d’indépendance (1954–1962) : McDougall présente la guerre d'Algérie non seulement comme un affrontement militaire, mais aussi comme une guerre de mémoire, d’identités et de légitimités. Il explore les tensions internes au FLN, les violences multiples (y compris entre Algériens), et les conséquences de cette guerre traumatique sur la société postindépendance.
4. L’Algérie indépendante (depuis 1962) : Il suit l’évolution du régime postcolonial, dominé par une élite issue du Front de libération nationale (FLN), entre projets de modernisation, autoritarisme politique et crises économiques. Il accorde une attention particulière à la guerre civile des années 1990, qu’il analyse comme le résultat de tensions accumulées, de fractures sociales, et d’un échec du système politique à intégrer les voix dissidentes.
5. Mémoire, identité et avenir : L’ouvrage insiste sur l’importance des luttes mémorielles – entre mémoire coloniale, mémoire de la guerre d’indépendance, et mémoire de la guerre civile – pour comprendre l’Algérie contemporaine. Il plaide pour une histoire qui ne soit pas figée dans des récits officiels ou des mythes nationaux, mais ouverte à la pluralité des expériences algériennes.

## Évaluations de revues académiques
- Austin R. Cooper, « Reviewed work: A HISTORY OF ALGERIA, James McDougall », The Arab Studies Journal, volume 27, numéro 2,‎ 2019, p. 146–150 (JSTOR 27097967)
- Francis Ghilès, « Argelia: El «polvo humano» ha resultado ser extraordinariamente resiliente », Revista Cidob d'Afers Internacionals, numéro 116,‎ 2017, p. 248–250 (DOI 10.24241/rcai.2017.116.2.248, JSTOR 26379152)
- Gilbert Meynier et James McDougall, « Reviewed work: A History of Algeria, McDougallJames », Vingtième Siècle. Revue d'Histoire, numéro 138,‎ 2018, p. 217–218 (JSTOR 26541545)
- Kenneth Perkins et James McDougall, « Reviewed work: A History of Algeria, McdougallJames », Review of Middle East Studies, volume 52, numéro 1,‎ 2018, p. 216–218 (DOI 10.1017/rms.2018.45, JSTOR 26478515, S2CID 187723320)
- Claire Spencer, « Algeria's past reclaimed », The World Today, volume 73, numéro 4,‎ 2017, p. 48–49 (JSTOR 45180931)

## À propos de l'auteur
James Robert McDougall, né en 1974 est un historien britannique. Il est professeur d’histoire moderne et contemporaine à l’Université d'Oxford et titulaire de la chaire Laithwaite en histoire au Trinity College (Oxford),.